# Abraham Mateo
Abraham Mateo Chamorro (San Fernando, Cádiz, 25 de agosto de 1998) es un cantante, compositor, productor y actor español. Se dio a conocer en España a los 14 años con el éxito «Señorita», que se mantuvo casi un año entre los sencillos más vendidos. Ha publicado siete álbumes de estudio y ha obtenido múltiples discos de oro y platino en España, América Latina y Estados Unidos.
Inició su carrera artística a los siete años y debutó en televisión a los nueve en el programa andaluz Menuda noche. A los diez publicó su primer álbum, Abraham Mateo (2009), con EMI Music Spain. En 2012 firmó con Sony Music Spain, con la que ha publicado AM (2013), Who I AM (2014), Are You Ready? (2015), A cámara lenta (2018), Sigo a lo mío (2020) e Insomnio (2024).
Ha realizado giras por España y América Latina, actuando en recintos como el Auditorio Nacional de México y el Luna Park de Buenos Aires. En 2014 fue telonero de One Direction en Perú, Chile y España. Ha colaborado con artistas como Farruko, Jennifer López, Yandel, Luis Fonsi y 50 Cent, y ha compuesto y producido para otros intérpretes.
Ha recibido premios y nominaciones en eventos como Los 40 Music Awards, Premios Juventud, iHeartRadio Music Awards, MTV Europe Music Awards y los Premios de la Academia de la Música de España. En 2018, con 19 años, fue el artista masculino más joven en encabezar la lista Latin Airplay de Billboard con el tema «Se acabó el amor», junto a Jennifer Lopez y Yandel.

## Primeros años
Abraham Mateo Chamorro nació el 25 de agosto de 1998 en San Fernando, Cádiz, en una familia con raíces musicales.  Su madre era cantante aficionada, su abuelo materno cantaba ópera y el paterno era aficionado al flamenco. Su hermano mayor, Tony Mateo, también cantante, es miembro del grupo Lérica.
Desde pequeño mostró pasión por la música: a los tres imitaba a los artistas de Operación Triunfo, a los seis tocaba instrumentos de oído y comenzó a cantar con la guía vocal de su madre. Posteriormente, estudió solfeo y canto con maestros como Pedro Gordillo y Rubén Cárdenas.

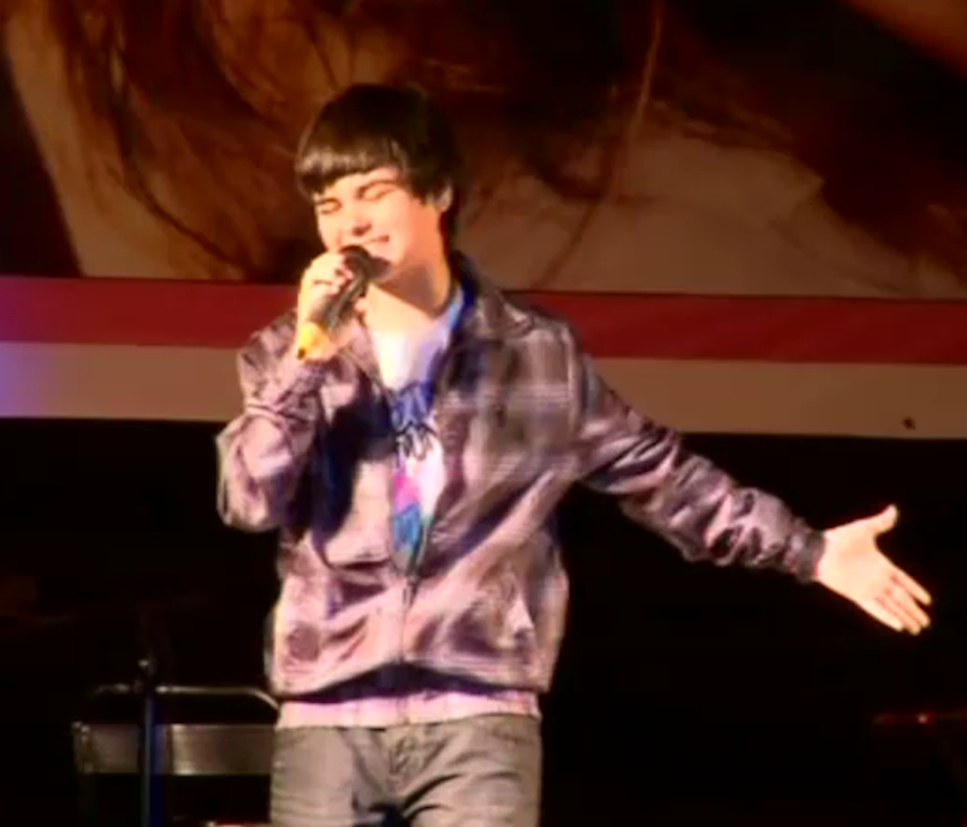
Abraham Mateo en abril de 2010 en un concierto benéfico en San Fernando

A los siete años participó en el festival infantil Veo Veo de la fundación Teresa Rabal, donde dos años más tarde fue galardonado con el premio Revelación Nacional. A los nueve debutó en televisión en el programa Menuda noche de Canal Sur, donde durante cuatro años interpretó canciones emblemáticas de la música en español, cantó junto a artistas como Raphael y actuó ante figuras como Juan Luis Guerra y David Bisbal.
A los diez años firmó contrato con EMI Music Spain y en 2009 lanzó su primer álbum homónimo, producido por Jacobo Calderón. El disco incluía baladas inéditas como «Destronado» y «Un amor como los de antes», una ranchera, versiones de canciones de Alejandro Sanz, Luis Fonsi y Laura Pausini, además de un dueto con la cantante francesa Caroline Costa.
Paralelamente, compartía en Youtube versiones caseras de canciones en varios idiomas, como “Adagio”, “I Surrender”, “El Jardín Prohibido” y “Te Voy a Amar”, algunas de las cuales se viralizaron, incluyendo un cover junto a la entonces desconocida Sabrina Carpenter. En 2011 publicó su primer tema propio en iTunes, «Desde que te fuiste», de estilo pop-dance

## Carrera musical

### 2012-16: ídolo adolescente
En 2012, Mateo firmó un contrato con Sony Music Spain. Al año siguiente lanzó su segundo álbum de estudio, AM, grabado entre Madrid y Miami. El álbum introdujo elementos de pop y electropop, combinando temas en inglés y español. Alcanzó el sexto lugar en ventas en España en su primera semana y fue certificado disco de oro. Su primer sencillo, «Señorita», se convirtió en un éxito en Hispanoamérica y Europa, permaneció más de 40 semanas en las listas españolas y fue el videoclip más visto en Youtube España en 2013 Gracias a su repercusión, Mateo fue invitado a los Premios Juventud en Miami, donde fue nominado como Artista Revelación, y figuró en la lista Next Big Sound de Billboard. Otros temas destacados del álbum fueron «Girlfriend» y «Lánzalo».
En 2014 realizó una gira nacional con más de 40 conciertos en España y fue telonero de One Direction durante su Where We Are Tour en España y Latinoamérica. Ese mismo año ofreció sus primeros conciertos en América Latina: con presentaciones en Chile y en el mítico Luna Park de Buenos Aires. En noviembre se publicó su primera biografía oficial: Abraham Mateo. I AM.

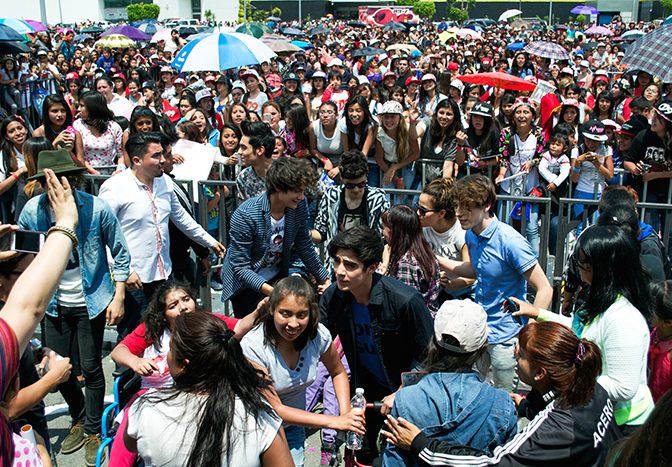
Abraham Mateo y el grupo mexicano CD9 firmando autógrafos en Ecatepec, México en abril de 2015

 Su tercer álbum, Who I AM, fue lanzado en noviembre de 2014. Combinando pop, baladas y R&B con matices de funk y arreglos orgánicos, el álbum debutó en el quinto puesto en España (certficado disco de Platino) y alcanzó el número uno en México. El sencillo «All The Girls» obtuvo éxito en España y Brasil, y su videoclip fue elegido como Mejor Videoclip del Año por VEVO España. Mateo realizó presentaciones en Colombia, Chile, Brasil, Argentina, República Dominicana y México, actuando en recintos destacados como el Luna Park de Buenos Aires y la Arena Ciudad de México junto a CD9. El Who I AM Tour,  con más de 40 conciertos en España, tuvo su presentación más destacada en junio de 2015 en el Palacio de Deportes de Madrid, ante miles de asistentes.

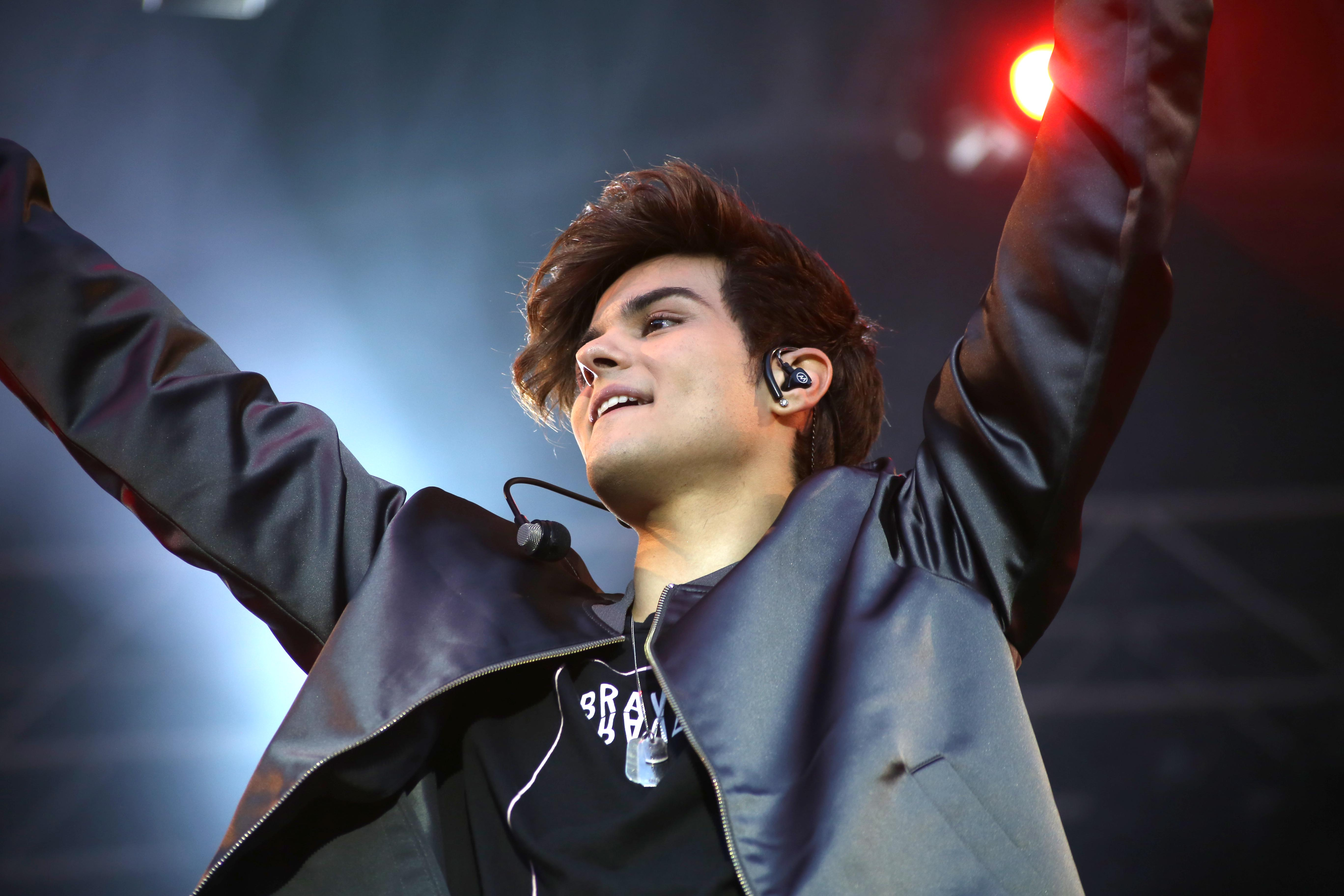
Abraham Mateo en el inicio de su gira de 2016 en la Plaza Mayor de Valladolid.

En 2015 también fue invitado por Alejandro Sanz a actuar en su concierto en Málaga, lanzó el sencillo «Para siempre» junto a CD9 y participó en el especial de fin de año de TVE junto a Malú. En marzo viajó a Londres y Los Ángeles para trabajar en su cuarto álbum, Are You Ready?, junto a reconocido compositores como Poo Bear y Jörgen Elofsson. Lanzado en noviembre, el disco mostró una imagen más madura, con influencias de pop británico, R&B, reggae y baladas bilingües. Alcanzó el número tres en ventas en España (certficado disco de oro) y el número 7 en México. Entre sus sencillos destacan «Old School», «When You Love Somebody», «Mueve» (con Lali) y «Mi vecina».
En 2016, Mateo realizó una gira de promoción de Are You Ready? con presentaciones en Colombia, Chile, Argentina, Perú, Portugal y México, en recintos destacados como el Auditorio Nacional de México, el Teatro Gran Rex de Buenos Aires y el Teatro Caupolicán de Santiago de Chile. Ese mismo año colaboró con CNCO en una versión balada de «Quisiera», grabó «Barco de papel» con Río Roma y fue invitado por Morat a su concierto en Madrid.  Además, presentó premios en la gala de Premios Juventud, donde recibió tres nominaciones.
Desde su videoclip “Señorita”, Mateo ha participado en coreografías junto a bailarines en videoclips y presentaciones en vivo. Ha desarrollado la capacidad de cantar y bailar simultáneamente sin perder el ritmo, controlando la respiración y la afinación.

### 2017-2021:Expansión en América Latina y transición al género urbano
Entre 2017 y 2021, Mateo consolidó su proyección internacional y adoptó un estilo más urbano y latino, manteniendo elementos de sus raíces españolas, especialmente del flamenco, en varias canciones. En 2017 inició una nueva etapa bajo la representación de Armando Lozano y Edgar Andino.  Ese mismo año lanzó los sencillos «Loco enamorado», junto a Farruko y Christian Daniel, y «Háblame bajito», junto a 50 Cent y Austin Mahone. «Loco enamorado» fue un éxito comercial, certificado cuatro veces platino en Estados Unidos (US Latin), doble platino en España y México, platino en Argentina y Chile, y oro en Colombia y Perú, además de posicionarse en listas como Billboard Hot Latin Songs, Latin Airplay, Latin Pop Songs, y el Global Viral 50 de Spotify. «Háblame bajito» obtuvo certificaciones de platino en EE. UU. y México y de oro en España y Argentina.
En 2018 lanzó «Se acabó el amor», junto a Jennifer López y Yandel, que alcanzó el primer lugar en Billboard Latin Airplay,  convirtiéndose en el artista masculino más joven en liderar esa lista. La canción fue certificada platino en EE. UU. A finales de ese año publicó su quinto álbum, A cámara lenta, cuyo sencillo homónimo fue certificado disco de oro en ese país. También participó en «30 de febrero» con Ha*Ash (platino en México), en «Jungle» con Pitbull, en el remix de «Quiéreme» junto a Farruko, Jacob Forever y Lary Over, y en «Loco por ti» con el dúo argentino MYA y el cantante colombiano Feid (Ferxxo).
Durante el XIII Tour para promocionar A Cámara Lenta, Mateo ofreció conciertos en España, Argentina (Luna Park y Teatro Gran Rex), Uruguay y Perú, y realizó showcases en Guatemala, Costa Rica, Panamá y República Dominicana. En México, giró junto a Mau y Ricky, actuando en el Pepsi Center, el Auditorio Telmex y el Auditorio Metropolitano. Se presentó ante más de 60 000 personas en el Festival Presidente de República Dominicana y ofreció un concierto en Miami durante los eventos de la Fórmula 1.
En 2019 lanzó «Me vuelvo loco» con CNCO (disco de oro en Estados Unidos) y «¿Qué ha pasao?» con Sofía Reyes (disco de platino en España) como adelantos de su sexto álbum de estudio, Sigo a lo mío, publicado en 2020. El disco incluye colaboraciones con Manuel Turizo (disco de oro en España)  y Becky G, así como «Esta cuarentena», escrita durante la pandemia de COVID-19 y nominada a Premios Juventud El tema que da título al álbum está dedicado a los influencers y youtubers que lo acosaron en su adolescencia. Ese mismo año participó en el remix de «Me voy» del grupo uruguayo Rombai, lanzó «Qué será» con Leslie Grace y colaboró con Omar Montes y Lérica en el sencillo «Pegamos tela», certificada disco de platino en España. También participó en el sencillo benéfico Pa’ la cultura, liderado por David Guetta.

### 2022-presente: Regreso al pop y consolidación en España
Tras la pandemia de COVID-19, y pese al acoso digital sufrido durante su adolescencia, Mateo enfocó su carrera en España con el objetivo de consolidarse como artista adulto. En esta etapa retomó el pop como eje central, integrando influencias electrónicas y sonidos de las décadas de 1980 y 1990.
En 2022 lanzó «Quiero decirte» junto a Ana Mena, certificado cuatro veces platino en España. En 2023 publicó «Clavaíto» con Chanel, una bachata electrónica que logró gran éxito comercial, seis discos de platino en España, el premio a Mejor Colaboración en Los 40 Music Awards y nominada a Mejor Canción Pop por la Academia de la Música en España.
En abril de 2024 presentó Insomnio, álbum que incluye colaboraciones como «XQ Sigues Pasando :(» con Sebastián Yatra y «Bailarina» con Danny Ocean (certificada platino en España). El disco fusiona pop moderno con elementos electrónicos y ritmos latinos. Insomnio fue premiado como Mejor Álbum en Los 40 Music Awards, donde Mateo también recibió nominaciones a Mejor Artista y Mejor Canción, y fue además nominado a Mejor Álbum Pop por la Academia de la Música en España.
Durante la promoción del álbum,  ofreció conciertos en el Teatro Metropólitan de Ciudad de México, el Teatro Ópera de Buenos Aires y diversas ciudades españolas, reuniendo a miles de personas. Destaca su participación en el Starlite Festival 2024 en Marbella, y como artista invitado en la final del Benidorm Fest, donde interpretó una versión de «Clavaíto» con arreglos de tango. En el intermedio del Festival de Eurovisión Junior 2024, presentó su adaptación en español del clásico «Maniac», certificada doble platino en España.
En este periodo lanzó varias reinterpretaciones de clásicos en español, como «Tengo ganas de tí» de Miguel Gallardo, «Ahora te puedes marchar» popularizado por Luis Miguel, y una nueva versión de «Son de amores» junto a Andy & Lucas (disco de oro en España). Colaboró con Luis Fonsi en «Bora Bora», con Belinda y Danna Paola en temas de pop electrónico, con L-Gante en «Vamos que nos vamos», y con Miranda! en la reedición de «Por ese hombre». También colaboró con artistas españoles como Daviles de Novelda en «Te miro a la cara» (doble disco de platino), Vicco en «Tequiero» (disco de platino), Omar Montes en «Falsos recuerdos» (disco de platino), Lérica en «Espinita clavá» (disco de oro)  y Naiara en  «Tienes que saber» (disco de oro).
En 2023 publicó Acoustic Home Session, una colección de versiones acústicas grabadas en vivo con piano y guitarra, que incluye algunos de sus temas más representativos. También ha compartido versiones de clásicos en español como «Y cómo es él» de José Luis Perales, «Volver a amar» de Cristian Castro y «Nos hizo falta tiempo» de Armando Manzanero, que, pese a no formar parte de su discografía oficial, se viralizaron en redes y fueron destacadas por su expresividad vocal.
Ha participado además como asesor en La Voz España (2023),  jurado en Factor X (2024) y fue ganador de la edición española de Masked Singer ese mismo año. En 2025 fue nombrado jurado para la edición de Operación Triunfo.

## Faceta como productor musical
Desde sus inicios como solista, Mateo mostró interés por todo el proceso creativo y, con la ayuda del productor Dani Ruiz, comenzó a desarrollar habilidades en producción musical, grabación vocal y programación digital. En 2017, instaló un estudio profesional de grabación en el sótano de su casa en Madrid, al que llamó La Nave. Este estudio fue diseñado por el reconocido ingeniero acústico Jan Morel.
Ya en su álbum A cámara lenta (2018), Mateo experimentó como productor en varios temas, incluyendo la canción que da título al disco, así como «Háblame bajito», junto a 50 Cent y Austin Mahone, y «Se acabó el amor», con Yandel y Jennifer López. Sus dos siguientes álbumes de estudio, Sigo a lo mío (2020) e Insomnio (2024), fueron en su mayoría producidos o coproducidos por él. En ellos destacan colaboraciones con artistas como Becky G, Sofía Reyes, Manuel Turizo, Danny Ocean y Sebastián Yatra, así como los éxitos «Clavaíto» y «Quiero decirte», que reflejan su versatilidad al integrar ritmos latinos, urbanos y electrónicos en el pop moderno.
Mateo también ha sido productor principal del grupo español Lérica, con quienes ha colaborado estrechamente en la mayoría de sus canciones, incluido el álbum Cocoterapia (2022). Además, ha trabajado como productor o coproductor junto a artistas como Belinda, Danna Paola, Malú, Juan Magán, El Arrebato, Nil Moliner, Lali, Cali & el Dandee, Mau y Ricky, Beret, Lalo Ebratt, Gente de Zona, Demarco Flamenco, Omar Montes, Samo y Drake Bell. Ha compartido labores de producción con reconocidos productores discográficos como Tainy, Jumbo “El Que Produce Solo”, Jota Rosa, Rayito, O’Neill, Jimmy Thörnfeldt, Andrés Torres, Mauricio Rengifo, Julio Reyes Copello y Garabatto.
Como productor, Mateo destaca por su capacidad para fusionar diversos géneros musicales, adaptándose a las tendencias actuales sin perder su esencia artística. Ha incorporado influencias del reguetón, la bachata y otros estilos urbanos, logrando un sonido contemporáneo que conecta con una amplia audiencia. Su trabajo se caracteriza por la atención al detalle y la constante búsqueda de innovación sonora, combinando instrumentos reales, como el piano y la guitarra que él mismo interpreta, con programación digital. Además, suele llevar un estudio portátil durante sus giras, lo que le permite grabar voces e ideas en cualquier momento.

## Vida personal e imagen
Mateo completó sus estudios de secundaria y de bachillerato a distancia, en parte debido al impacto mediático de su carrera y las dificultades enfrentadas durante su etapa escolar.
Durante su adolescencia, se consolidó como una figura destacada del pop juvenil en España y América Latina, atrayendo a una amplia base de seguidores conocidos como «Abrahamers», un término que evoca a los «Beliebers», aficionados de Justin Bieber. Su éxito temprano llevó a la prensa a establecer paralelismos con dicho artista, debido a su perfil juvenil y popularidad internacional.
No obstante, su creciente popularidad también lo expuso a críticas y episodios de ciberacoso por parte de influencers y youtubers que ridiculizaban su imagen pública y videos musicales. Mateo también ha relatado haber sido víctima de burlas y acoso escolar en su ciudad natal, San Fernando. En España, durante un tiempo fue percibido como un artista orientado exclusivamente al público infantil, lo que llevo a parte del público nacional a verlo más como un producto comercial que como un intérprete con identidad artística propia. Esta situación lo impulsó a enfocarse en su carrera internacional, con especial atención en América Latina y Estados Unidos.
En 2015, la revista estadounidense Billboard lo incluyó en su lista 21 Under 21, lo describió como un "niño prodigio" y comparó su estilo de canto y baile con el de Michael Jackson. Ese mismo año, durante la Gala Inocente, Inocente, emitida por TVE, fue víctima de una broma en la que se le hizo creer que Michael Jackson seguía vivo y quería grabar un dúo con él. Aunque se trataba de un especial benéfico navideño, el segmento tuvo una amplia repercusión mediática y fue objeto de burlas públicas, reforzando estereotipos asociados a su imagen de ídolo juvenil.
En julio del 2023 participó en La Velada del Año 3, evento de boxeo organizado en Madrid por el streamer Ibai Llanos, donde ganó por decisión dividida en el combate inaugural contra el youtuber español Ampeter.

## Filantropía
Mateo ha estado vinculado a causas sociales desde los nueve años, cuando actuó en una gala benéfica a favor de UNICEF organizada por Menuda Noche de Canal Sur. Desde entonces, ha participado en teletones, galas solidarias y campañas de concientización sobre pobreza, acoso escolar, asma, donación de órganos y violencia de género.
Destinó los beneficios de su canción «Lánzalo» a UNICEF para apoyar a niños afectados por el conflicto en Siria, y grabó una versión en catalán, «Creu en tu», para el disco solidario de La Marató de TV3, destinado a la investigación de enfermedades cardíacas. En 2014 participó en la Gala por la Infancia de RTVE, interpretando «Lánzalo» junto a un coro góspel de niñas de Madagascar.

## Discografía

### Álbumes de estudio
- 2009: Abraham Mateo
- 2013: AM
- 2014: Who I AM
- 2015: Are You Ready?
- 2018: A cámara lenta
- 2020: Sigo a lo mío
- 2024: Insomnio

## Filmografía
Desde su infancia, Mateo ha participado en diversos proyectos audiovisuales. A los nueve años actuó en el telefilme de Antena 3 Días Sin Luz, basado en el caso Mari Luz, donde interpretó al hermano menor de la niña. Al año siguiente dio vida a Raphael en su infancia en el telefilme Raphael: una historia de superación personal (2010), también producido por Antena 3.
Además, participó junto a la cantante Angy Fernández en la miniserie digital XQEsperar. Ha realizado cameos en series de televisión como B&b, de boca en boca, Dreamland y en el programa José Mota presenta....
En 2023 fue uno de los presentadores del programa musical Cover Night, emitido por RTVE, junto con Ana Guerra y Ruth Lorenzo. Ese mismo año regresó a Antena 3 como asesor de Malú en el programa La Voz. En 2024 formó parte del jurado del concurso Factor X, emitido por Telecinco. También participó y ganó la cuarta edición del concurso Mask Singer: adivina quién canta, actuando bajo la máscara de Mosca.
En el ámbito musical para producciones audiovisuales, Mateo ha grabado canciones para películas de Disney, incluyendo el tema «La puerta hacia el amor» de la banda sonora de Frozen. Compuso la música para la serie de televisión Invizimals, producida por BRB Internacional, y basada en la saga de videojuegos de PlayStation. Interpretó «Mellow Yellow», tema principal de la versión española de la película Los Minions. En 2018, la canción «Jungle»  interpretada junto a Pitbull, The Stereotypes y E-40, formó parte de la banda sonora de la película estadounidense La peor semana (The Week Of), protagonizada por Adam Sandler y Chris Rock.
También hizo un cameo en la serie juvenil portuguesa Massa Fresca, del canal TVI, cuyo tema «Old School» fue incluido en la banda sonora.
| Año       | Título                                       | Personaje                 | Notas                                                           | Ref     |
| --------- | -------------------------------------------- | ------------------------- | --------------------------------------------------------------- | ------- |
| 2007-2011 | Menuda noche                                 | Él mismo                  | Programa de televisión (Canal Sur Televisión)                   |         |
| 2009      | Días sin luz                                 | Hermano menor de Mari Luz | Telefilme (Antena 3)                                            | [ 237 ] |
| 2010      | Raphael: una historia de superación personal | Raphael (niño)            | Telefilme (Antena 3)                                            |         |
| 2013      | XQEsperar                                    | Él mismo                  | Miniserie para Internet                                         | [ 241 ] |
| 2014      | B&b, de boca en boca                         | Él mismo                  | Serie de televisión (Telecinco), Cameo                          | [ 242 ] |
| 2014      | Dreamland                                    | Él mismo                  | Serie de televisión (Cuatro), Cameo                             | [ 243 ] |
| 2015      | José Mota presenta...                        | Él mismo                  | Programa (La1), Cameo                                           | [ 244 ] |
| 2016      | Massa Fresca                                 | Él mismo                  | Serie de televisión (TVI), Portugal, Cameo                      | [ 250 ] |
| 2023      | Cover Night                                  | Él mismo                  | Concurso de televisión (TVE), Presentador                       | [ 245 ] |
| 2023      | La Voz                                       | Él mismo                  | Concurso de televisión (Antena 3), Asesor de Malú               | [ 191 ] |
| 2024      | Factor X                                     | Él mismo                  | Concurso de televisión (Telecinco), Jurado                      | [ 192 ] |
| 2024      | Mask Singer: Adivina quién canta             | Mosca / Él mismo          | Concurso de televisión (Antena 3), ganador de la cuarta edición | [ 193 ] |

## Giras
Como artista principal
- 2014: Gira AM (España, Chile y Argentina)
- 2014-15: Tour Who I AM (España, México, Argentina y Perú)
- 2016-17: Are You Ready? Tour (España, México, Argentina, Chile y Ecuador)
- 2018: XIII Tour (España, Uruguay y Argentina)
- 2019: Gira conjunta con Mau y Ricky (México)
- 2023–2024: Insomnio Tour (España, México y Argentina)

Como telonero
- 2014: One Direction - Where We Are Tour (Perú, Chile y España)

## Premios y nominaciones
| Año  | Premio                                        | Categoría                              | Trabajo nominado                             | Resultado |
| ---- | --------------------------------------------- | -------------------------------------- | -------------------------------------------- | --------- |
| 2006 | Veo Veo                                       | Mención especial                       | Él mismo                                     | Ganador   |
| 2008 | Veo Veo                                       | Revelación nacional                    | Él mismo                                     | Ganador   |
| 2013 | Premios Juventud                              | Mejor artista revelación               | Él mismo                                     | Nominado  |
| 2014 | Ayuntamiento de San Fernando                  | Identidad isleña                       | Él mismo                                     | Ganador   |
| 2014 | Kids Choice Awards                            | Artista español favorito               | Él mismo                                     | Ganador   |
| 2014 | Neox Fan Awards                               | Cantante más cool                      | Él mismo                                     | Ganador   |
| 2014 | Premios Bravo                                 | Mejor disco del año                    | Who I AM                                     | Ganador   |
| 2014 | Premios Bravo                                 | Mejor video del año                    | All the girls                                | Ganador   |
| 2014 | Premios Vevo                                  | Mejor videoclip español del año        | Él mismo                                     | Ganador   |
| 2014 | Latin Music Italian Awards                    | Mejor Artista Latino Masculino del Año | Él mismo                                     | Nominado  |
| 2015 | Neox Fan Awards                               | Cantante que perseguirías              | Él mismo                                     | Ganador   |
| 2015 | El Hit                                        | Para siempre ft. CD9                   | —                                            | Nominado  |
| 2015 | Premios Quiero                                | Video para enamorarse                  | Sin usar palabras                            | Nominado  |
| 2015 | Premios Quiero                                | Mejor encuentro extraordinario         | Él mismo                                     | Ganador   |
| 2015 | Premios Quiero                                | Mejor coreografía                      | Todo terminó                                 | Nominado  |
| 2016 | Premios Quiero                                | Mejor encuentro extraordinario         | Mueve ft. Lali                               | Nominado  |
| 2016 | Premios Quiero                                | Mejor coreografía                      | Él mismo                                     | Nominado  |
| 2016 | Premios Juventud                              | Voz del Momento                        | Él mismo                                     | Nominado  |
| 2016 | Premios Juventud                              | Mi artista Pop-rock                    | Él mismo                                     | Nominado  |
| 2016 | Premios Juventud                              | Canción corta-venas                    | Así es tu amor                               | Nominado  |
| 2016 | Kids Choice Awards México                     | Artista o Grupo Internacional Favorito | Él mismo                                     | Nominado  |
| 2016 | Radio Disney Music Awards                     | Mejor Artista Español                  | Él mismo                                     | Ganador   |
| 2016 | Fanes Choice Awards (México)                  | Mejor Firma de Autógrafos y/o Showcase | Él mismo                                     | Ganador   |
| 2016 | Latin Music Italian Awards                    | Mejor Artista Masculino                | Él mismo                                     | Nominado  |
| 2016 | Latin Music Italian Awards                    | Mejor Colaboración                     | Él mismo                                     | Nominado  |
| 2016 | Latin Music Italian Awards                    | Artista Saga                           | Él mismo                                     | Nominado  |
| 2016 | Talent Awards (Radio Talent FM, Brasil)       | Mejor Artista Latino                   | Él mismo                                     | Ganador   |
| 2016 | Young Awards (México)                         | Revelación Musical Juvenil             | Él mismo                                     | Ganador   |
| 2016 | Bravo Awards (España)                         | Artista Masculino                      | Él mismo                                     | Ganador   |
| 2016 | Bravo Awards (España)                         | Buenorro                               | Él mismo                                     | Ganador   |
| 2016 | Bravo Awards (España)                         | Mascota                                | Él mismo                                     | Ganador   |
| 2017 | Premios El Público Canal Sur                  | Premio Canal Fiesta Radio              | Él mismo                                     | Ganador   |
| 2017 | Kids Choice Awards                            | Mejor Artista Español                  | Él mismo                                     | Ganador   |
| 2017 | Premios Quiero                                | Mejor coreografía                      | Loco Enamorado ft. Farruko, Christian Daniel | Nominado  |
| 2017 | Premios Quiero                                | Mejor video melódico                   | Mi Vecina                                    | Nominado  |
| 2017 | Premios Telehit                               | Mejor Acto de la Noche                 | Él mismo                                     | Nominado  |
| 2018 | iHeartRadio Music Awards                      | Mejor Nuevo Artista Latino             | Él mismo                                     | Nominado  |
| 2018 | Junta de Andalucía (Cádiz)                    | Acción Cultural - Bandera de Andalucía | Él mismo                                     | Ganador   |
| 2020 | Premios Juventud                              | Mejor canción sobre la cuarentena      | Esta Cuarentena                              | Nominado  |
| 2022 | LOS40 Music Awards                            | Mejor colaboración                     | Quiero decirte con Ana Mena                  | Nominado  |
| 2023 | LOS40 Music Awards                            | Mejor colaboración                     | Clavaíto con Chanel                          | Nominado  |
| 2023 | LOS40 Music Awards                            | Mejor videoclip                        | Maníaca                                      | Nominado  |
| 2023 | LOS40 Music Awards                            | Mejor artista o grupo en directo       | Él mismo                                     | Nominado  |
| 2023 | LOS40 Music Awards                            | Mejor artista                          | Él mismo                                     | Nominado  |
| 2023 | MTV Europe Music Awards                       | Mejor Artista Español                  | Él mismo                                     | Nominado  |
| 2023 | Premio Dial                                   | Premio Dial (junto a Ana Mena)         | Él mismo                                     | Ganador   |
| 2024 | LOS40 Music Awards                            | Mejor artista                          | Él mismo                                     | Nominado  |
| 2024 | LOS40 Music Awards                            | Mejor canción                          | Tienes que saber                             | Nominado  |
| 2024 | LOS40 Music Awards                            | Mejor álbum                            | Insomnio                                     | Ganador   |
| 2024 | Mask Singer: Adivina quién canta              | Ganador de la temporada                | Él mismo                                     | Ganador   |
| 2024 | Premios de la Academia de la Música de España | Mejor canción pop                      | Clavaíto                                     | Nominado  |
| 2024 | Premios Odeón                                 | Videoclip del Año                      | Clavaíto (con Chanel)                        | Ganador   |
| 2025 | Premios de la Academia de la Música de España | Mejor álbum pop                        | Insomnio                                     | Nominado  |